# Cherry (Stanley Turrentine)
Cherry è un album di Stanley Turrentine, pubblicato dalla CTI Records nel 1972. Il disco fu registrato nei giorni 17, 18 e 24 maggio 1972 al "Rudy Van Gelder Studio", Englewood Cliffs, New Jersey (Stati Uniti).

## Tracce
Lato A
1. Speedball – 6:35 (Lee Morgan)
2. I Remember You – 5:10 (Johnny Mercer, Victor Schertzinger)
3. The Revs – 8:00 (Milt Jackson)

Lato B
1. Sister Sanctified – 6:00 (Weldon Irvine)
2. Cherry – 5:10 (Don Redman, Ray Gilbert)
3. Introspective – 6:55 (Weldon Irvine)

Edizione CD del 1988, pubblicato dalla CTI/CBS Records
1. Speedball – 6:39 (Lee Morgan)
2. I Remember You – 5:10 (Johnny Mercer, Victor Schertzinger)
3. Revs – 7:46 (Milt Jackson)
4. Sister Sanctified – 6:04 (Weldon Irvine)
5. Cherry – 5:10 (Don Redman, Ray Gilbert)
6. Introspective – 7:00 (Weldon Irvine)
7. More I See You – 7:56 (Mack Gordon, Harry Warren) – Bonus track

## Musicisti
- Stanley Turrentine - sassofono tenore
- Milt Jackson - vibrafono
- Cornell Dupree - chitarra
- Bob James - pianoforte, pianoforte elettrico
- Ron Carter - contrabbasso
- Billy Cobham - batteria
- Weldon Irvine - arrangiamenti (brani: B1 & B3)